# Minoru
Minoru ist ein japanischer männlicher Vorname.

## Namensträger
- Genda Minoru (1904–1989), japanischer Militär und Politiker
- Hirai Minoru (1903–1998), japanischer Aikidoka
- Inuzuka Minoru (1901–2007), japanischer Drehbuchautor und Regisseur
- Minoru Kawasaki (Regisseur) (* 1958), japanischer Regisseur, Drehbuchautor und Produzent
- Minoru Kawasaki (Politiker) (* 1961), japanischer Politiker (DPJ)
- Minoru Kawawada (* 1952), japanischer Karateka
- Kitani Minoru (1909–1975), japanischer Go-Spieler
- Minoru Kizawa (* 1947), japanischer Astronom
- Miki Minoru (1930–2011), japanischer Komponist
- Mochizuki Minoru (1907–2003), japanischer Budoka
- Minoru Mori (1934–2012), japanischer Unternehmer
- Minoru Mukaiya (* 1956), japanischer Musiker
- Murata Minoru (1894–1937), japanischer Filmregisseur, Drehbuchverfasser und Schauspieler
- Nagata Minoru (* 1906), japanischer Skilangläufer
- Ōta Minoru (1891–1945), Admiral der Kaiserlich Japanischen Marine
- Minoru Sano (* 1955), japanischer Eiskunstläufer
- Shirota Minoru (1899–1982), japanischer Mikrobiologe und Unternehmensgründer
- Minoru Yamasaki (1912–1986), US-amerikanischer Architekt

## Künstlername
- Minoru Kō, japanische Otokoyaku (Schauspielerin, die männliche Rollen gibt)

## Weiters
- Minoru ist der Name eines nach einem Rennpferd von Edward VII. benannten Glücksspiels